# Rouly-la-Brise
Rouly-la-Brise, parfois aussi dénommée Rouly-la-Brise et Mirosec est une bande dessinée de Greg au scénario et Mittéï, dessins, parue dans le journal de Tintin de 1959 à 1971. Elle est composée de deux histoires à suivre et trois récits complets.

## Le contexte
En cette fin des années 1950, Spirou et Tintin sont les deux grands hebdomadaires de bandes dessinées en France et en Belgique. Le premier tire à 180 000 exemplaires en France et entre 80 000 et 90 000 en Belgique, le second à 300 000 globalement.
Certes, le journal de Mickey tire davantage encore, à 630 000 exemplaires, mais il vise un public plus enfantin, quant à Pilote il ne sortira qu’au dernier trimestre 59. Restent les revues de la presse catholique comme Fripounet, Cœurs Vaillants ou communiste, Vaillant ancêtre de Pif, qui ne connaît pas encore le succès qu’il aura 10 ans plus tard avec l’introduction du gadget.
Il y a également les petits formats dont les tirages sont également colossaux, à titre d’illustration Blek tire régulièrement à 400 000 à 500 000 exemplaires. Mais il s’agit de revues mensuelles ou bimensuelles.
Bref, les deux journaux d’origine belge sont les leaders sur leur créneaux, se jalousent et rivalisent interdisant à leurs auteurs vedettes de travailler pour la concurrence. Les épisodes fameux de Franquin chez Tintin puis de Tillieux chez Pilote étant rapidement circonscrits.
En 1958, Spirou a eu davantage de séries à suivre que Tintin. Cherchant à compenser ce retard, l’hebdomadaire de Raymond Leblanc va lancer en 1959, 4 nouvelles séries : Jack Diamond, un western réaliste, Pirates d’eau douce, une bande humoristique de Bob de Moor, Clifton, une série mettant en vedette un détective privé et enfin Rouly-la-Brise.
Notons que cette fringale créative se poursuit en 1960 avec quatre autres nouvelles séries, Rock Derby, Bob Binn, La Famille Trottinet, des bandes comiques auxquelles s'ajoute Flamme d’Argent, une série d'aventure située au Moyen Âge.
À cette époque Greg multiplie les séries, il livre dans Tintin des scénarios pour Chick Bill, Modeste et Pompon, Mouminet, travaille sur une aventure de Tintin qui ne verra jamais le jour, s’occupe du Club des "Peur-de-Rien" dans Junior et collabore plus ou moins sous le manteau dans Spirou. Il va également bientôt lancer, seul, sa série Rock Derby. Il a besoin d’être secondé, c’est ainsi que va se créer le Studio Greg. Studio informel au demeurant, davantage auberge espagnole qu’autre chose.
Mittéï est l’un des premiers à rejoindre ce « studio ».
Greg assurera donc le scénario et Mittéï le dessin. Toutefois dès la deuxième aventure Mittéï changera de scénariste pour Jean-Pierre Chapuis.

## L’histoire
Le Vague à l’Âme vient de rentrer à Port-Ballot. Il arrive à point nommé car l’huissier s’apprêtait à saisir tous les biens de l’armateur, Maître Hapraidieu. Il faut dire que le navire a quitté le port voici bientôt 3 ans et les dettes se sont accumulées.
Loin de ramener des épices ou des pierres précieuses, le capitaine Boutefeu revient avec une espérance de gains bien supérieure. Aux larges des Nouvelles-Hébrides, il a repéré les débris de l’autre bâtiment de Maître Hapraidieu, L’Estoque, celui qu’on savait chargé de pièces d’or.
Le navire va donc repartir presqu’illico vers Tohacoco avec l’armateur et Rouly son jeune employé qui deviendra moussaillon, sous la houlette de la vigie, Mirosec, qui comme son nom l’indique est myope.
Après des semaines de navigation les voici arrivés devant une île dont les falaises font penser à une tête de mort. Malheureusement, une tempête fait échouer le navire et voici tout l’équipage prisonnier du terrible pirate Sangha-la-Hune.

## Intérêt de la série
Rouly-la-Brise n’a jamais eu les honneurs d’aucun album (bien que l'album soit annoncé au Lombard mais jamais publié) avant la publication de deux albums brochés en noir et blanc chez Bédéscope en 1984. C’est en fait une bande qui a du mal à se positionner. Bande d’aventures comiques sur le thème des pirates, elle lorgne vers Jehan Soupolet ou encore Vieux Nick, créé l’année précédente dans Spirou.
Même si le degré de vraisemblance n’est pas l’objet premier de telles aventures, il est ici particulièrement battu en brèche : crabes creusant des murs, autogyre, etc. Il s’agit donc d’une série tournée vers le plus jeune segment du lectorat du journal.
L’originalité n’est pas non plus au rendez-vous. La falaise en forme de crâne du premier épisode fait directement penser à l’entrée de la caverne du Fantôme. Quant au deuxième épisode, il semble directement inspiré de la scène du château dans l’Île Noire de Tintin.
L’intérêt de cette bande est donc plus historique que culturel. Elle est l’un des témoins de la politique d’innovation du journal à l’orée des années 1960 ; son autre mérite étant d’avoir mis le pied à l’étrier un excellent dessinateur et présidé à la maturation du Studio Greg.

## Publication
Parutions dans Tintin.
1. 1959 Le Récif aux sortilèges                   30 planches
2. 1960 Disparus à Tohacoco                      30 planches
3. 1970 Les Eaux de l’au-delà                       9 planches
4. 1970 La Voie des ondes                            8 planches
5. 1971 Pâques à la Trinité                            4 planches